# Індійська рупія
Індійська рупія (англ. Indian rupee, гінді रुपया, код INR) — офіційна валюта Індії. Емітентом валюти виступає Резервний банк Індії. Найпоширеніші позначення: Rs, ₨ і रू. Код ISO 4217 — INR. Поділяється на 100 пайс (однина — пайса), хоча монети останніх тепер не використовуються, але можуть зазначатися в електронних розрахунках.
За даними Банку міжнародних розрахунків, індійська рупія входить в топ-20 найпоширеніших за часткою торгівлі валют у світі.

## Етимологія
Назва валюти в різних частинах Індії — модифікації санскритського слова rupyakam, зокрема rupiya (रुपया), roopayi (రూపాయి, ರೂಪಾಯಿ), rubai (ரூபாய்), roopa (രൂപ) та інші; термін raupya (रूप्यकं) означає «срібло», rupyakam — «срібна монета». В деяких штатах, проте, таких як Західний Бенгал, Трипура, Орісса і Ассам, індійська рупія відома під назвами, похідними від санскритського слова tanka, зокрема рупія називається টাকা taka бенгальською мовою, টকা tôka ассамською і ଟଙ୍କା tôngka мовою орія, що позначаються символом «T».

## Історія
У VIII столітті на території Індії правила династія Сінд, яка запровадила срібні арабські монети. Вони приймалися на всій території ісламської династії Уммаяд і їх можна вважати першими індійськими грошима.
У XII столітті в державі Хур використовувались срібні і золоті монети під назвою «таньга», вони важили 10,76 г, до XVI століття число цих монет досягла мільярда.
У 1540 році імператор Північної Індії Шер-шах почав випуск срібної монети, яка називалася «рупія». Остаточно зовнішній вигляд рупії був сформований в другій половині шістнадцятого століття, це були часи Імперії Великих Моголів.
Монету виготовляли зі срібла 970-ї проби, вона важила 11,5 гр. Цей стандарт суворо дотримувався практично без відхилень аж до початку колонізації Індії Великою Британією.
Наприкінці XVIII століття було організовано випуск перших паперових індійських грошей, це були купюри номіналом 10, 15, 25, 50, 100, і 10 000 рупій.
У 1861 році Джеймс Вільсон запропонував «Акт про паперові гроші Індії».

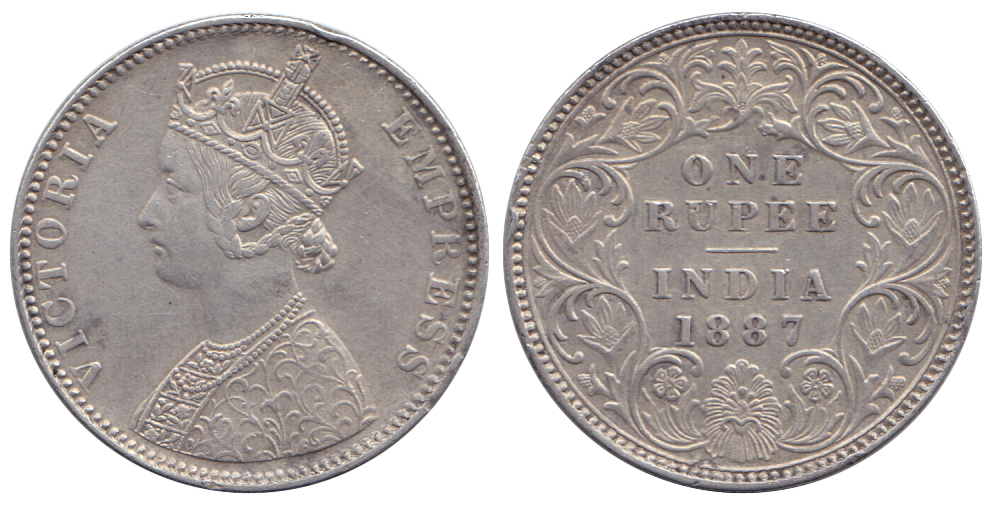
Рупія, 1887 рік. Британська Індія, королева Вікторія. Срібло 917 проби.

На лицьовій стороні купюр зображували англійську королеву Вікторію, потім стали зображувати королів Георга V і Георга VI. З 1893 року вільне карбування рупій припинили, її курс прив'язали до англійського фунта стерлінгів.
У 1947 році, після здобуття незалежності в Індії випустили перші банкноти з національним символом у вигляді трьох левів. На пізніших серіях стали зображувати одного з найвідоміших державних діячів Індії Магатму Ганді.
З 1957 року рупія стала ділитися на сто пайс.
В даний час рупією називають грошові одиниці багатьох країн: Індії, Пакистану (див. Пакистанська рупія), Непалу (Непальська рупія), Індонезії (Індонезійська рупія), Маврикія (Маврикійська рупія), Сейшельських островів (Сейшельська рупія), Шрі-Ланки (Рупія Шрі-Ланки).

## Монети
Індійська рупія, починаючи з середини ХХ століття, поділяється на 100 пайс, хоча останніх у  фізичному обігу наразі немає – використовуються лише в електронних розрахунках та при підрахунках. Разом з тим, в приватних колекціях зберігаються пайси номіналом 1 та 25. Зазвичай їх випускали з нержавіючої сталі, міді та мідно-нікелевого сплаву. На всіх монетах зображувались герб Індії та різні тварини. Всі монети – різні за розмірами і, що є особливим, хоч і не унікальним – з різними скошеними краями в залежності від номіналу.
Крім пайса у вигляді монет випускаються рупії номіналом 1, 2, 5 та 10. Рупії – різні за розмірами та матеріалом, з якого їх виготовлено. Так, 1 та 2 рупії виготовлено з нержавіючої сталі, 5 – з мідно-нікелевого сплаву. Традиційно аверс та реверс рупій прикрашають герб Індії та назва держави – англійською та мовою хінді.

## Банкноти
Індійська рупія випускається номіналом 20, 50, 100, 500 та 1000 (1, 2, 5 та 10 – у вигляді монет). Всі банкноти – різні за розмірами та кольоровою гамою (переважають зелений, жовтий, червоний, блакитний кольори). На лицьовій стороні усіх банкнот зображено портрет ідейного лідера, борця за незалежність Індії Магатму Ганді. На звороті 5 рупій зображено трактор за роботою, на 10 – трьох тварин – тигра, слона та носорога, на 20 – пальми, 50 – будівлю індійського парламенту, на 100 – гірський масив, на 500 – знову ж таки портрет Магатми Ганді та інших видатних індійців, а на купюрі 1000 рупій – зразки сільського господарства.
8 листопада 2016 року Уряд Індії в рамках боротьби з корупцією раптово заборонив використання банкнот номіналами 500 та 1000 рупій. Паралельно з вилученням старих купюр 500 та 1000 рупій вводилися банкноти нового зразка в 500 та 2000 рупій.

## Валютний курс

Графік валютного курсу індійської рупії відносно долара США (к-сть рупій за один долар)

### Серія 1991—2002 років
| Серія 1991—2002 року | Серія 1991—2002 року | Серія 1991—2002 року | Серія 1991—2002 року | Серія 1991—2002 року | Серія 1991—2002 року  | Серія 1991—2002 року           | Серія 1991—2002 року | Серія 1991—2002 року | Серія 1991—2002 року |
| Зображення           | Зображення           | Номінал (рупій)      | Розміри (мм)         | Основні кольори      | Опис                  | Опис                           | Опис                 | Роки друку           |                      |
| Аверс                | Реверс               | Номінал (рупій)      | Розміри (мм)         | Основні кольори      | Аверс                 | Реверс                         | Водяний знак         | Роки друку           |                      |
| -------------------- | -------------------- | -------------------- | -------------------- | -------------------- | --------------------- | ------------------------------ | -------------------- | -------------------- | -------------------- |
|                      |                      | 5                    | 117×63               | зелений, рожевий     | портрет Махатми Ганді | трактор у полі                 | Махатма Ганді        | 2002—2011            |                      |
|                      |                      | 10                   | 137×63               | жовтий, рожевий      | портрет Махатми Ганді | тигр, слон, носоріг            | Махатма Ганді        | з 1996               |                      |
|                      |                      | 20                   | 147×73               | Червоний, рожевий    | портрет Махатми Ганді | краєвид з пальмами             | Махатма Ганді        | з 2002               |                      |
|                      |                      | 50                   | 147×73               | ліловий, жовтий      | портрет Махатми Ганді | будівля парламенту Індії       | Махатма Ганді        | з 1997               |                      |
|                      |                      | 100                  | 157×73               | зелений, блакитний   | портрет Махатми Ганді | гірський масив Канченджанга    | Махатма Ганді        | с 1991               |                      |
|                      |                      | 500                  | 167×73               | зелений, жовтий      | портрет Махатми Ганді | Махатма Ганді, який веде людей | Махатма Ганді        | з 1997 до 2016       |                      |
|                      |                      | 1000                 | 177x73               | червоний, чорний     | портрет Махатми Ганді | Економіка Індії                | Махатма Ганді        | 2000-2016            |                      |
|                      |                      |                      |                      |                      | портрет Махатми Ганді |                                | Махатма Ганді        |                      |                      |

### Серія 2016 — 2019 років
| Серія 2016 — 2019 років | Серія 2016 — 2019 років | Серія 2016 — 2019 років | Серія 2016 — 2019 років | Серія 2016 — 2019 років | Серія 2016 — 2019 років | Серія 2016 — 2019 років | Серія 2016 — 2019 років | Серія 2016 — 2019 років |
| Зображення              | Зображення              | Номінал (рупій)         | Розміри (мм)            | Основні кольори         | Опис                    | Опис                    | Опис                    | Дата випуску            |
| Аверс                   | Реверс                  | Номінал (рупій)         | Розміри (мм)            | Основні кольори         | Аверс                   | Реверс                  | Водяні знаки            | Дата випуску            |
| ----------------------- | ----------------------- | ----------------------- | ----------------------- | ----------------------- | ----------------------- | ----------------------- | ----------------------- | ----------------------- |
|                         |                         | 10                      | 123×63                  | Коричневый              | Махатма Ганді           | Храм сонця в Конарку    | Махатма Ганді           | 2018                    |
|                         |                         | 20                      | 129×63                  | Жовто-зелений           | Махатма Ганді           | Еллора                  | Махатма Ганді           | 2019                    |
|                         |                         | 50                      | 135×66                  | Бірюзовий               | Махатма Ганді           | Хампі Колісниця         | Махатма Ганді           | 2017                    |
|                         |                         | 100                     | 142×66                  | Фіолетовий              | Махатма Ганді           | Рані-кі-вав             | Махатма Ганді           | 2018                    |
|                         |                         | 200                     | 146×66                  | Помаранчевий            | Махатма Ганді           | Санчі                   | Махатма Ганді           | 2017                    |
|                         |                         | 500                     | 150×66                  | Сірий                   | Махатма Ганді           | Червоний форт           | Махатма Ганді           | 2016                    |